# Theo Willems
Pour les articles homonymes, voir Willems (homonymie).
Theodorus Willems, plus connu sous le nom de Theo Willems, est un archer néerlandais né le 22 février 1891 à Uden et mort le 12 avril 1960 à Bakel.

## Biographie
Theo Willems est sacré champion olympique par équipes au tir au berceau à 28 mètres lors des Jeux olympiques d'été de 1920 se déroulant à Anvers. Hormis lui-même, l'équipe néerlandaise est composée de Driekske van Bussel, Janus van Merrienboer, Janus Theeuwes, Jo van Gastel, Piet de Brouwer, Joep Packbiers et Tiest van Gestel.